# Fraktionale Caputo-Ableitung
Die fraktionale Caputo-Ableitung ist in der Mathematik eine Verallgemeinerung von Ableitungen für nicht-ganzzahlige Ordnungen benannt nach Michele Caputo. 1967 definierte Caputo diese Form der fraktionalen Ableitung das erste Mal.

## Motivation
Die fraktionale Caputo-Ableitung ist motiviert aus den fraktionalen Riemann–Liouville-Intergal. Sei {\textstyle f} stetig in {\displaystyle \left(0,\,\infty \right)}, dann ist das fraktionale Riemann–Liouville-Integral {\textstyle {^{\text{RL}}\operatorname {I} }} aus {\textstyle f} gegeben durch
{\displaystyle {_{0}^{\text{RL}}\operatorname {I} _{x}^{\alpha }}\left[f\left(x\right)\right]={\frac {1}{\Gamma \left(-\alpha \right)}}\cdot \int \limits _{0}^{x}{\frac {f\left(t\right)}{\left(x-t\right)^{1-\alpha }}}\,\operatorname {d} t}
wobei {\textstyle \Gamma \left(\cdot \right)} die Gammafunktion ist.
Man definiert {\textstyle \operatorname {D} _{x}^{\alpha }:={\frac {\operatorname {d} ^{\alpha }}{\operatorname {d} x^{\alpha }}}} mit der Eigenschaft {\textstyle \operatorname {D} _{x}^{\alpha }\operatorname {D} _{x}^{\beta }=\operatorname {D} _{x}^{\alpha +\beta }} und {\textstyle \operatorname {D} _{x}^{\alpha }={^{\text{RL}}\operatorname {I} _{x}^{-\alpha }}}. Wenn {\textstyle \alpha =m+z\in \mathbb {R} \wedge m\in \mathbb {N} _{0}\wedge 0<z<1} gilt, folgt daraus {\textstyle \operatorname {D} _{x}^{\alpha }=\operatorname {D} _{x}^{m+z}=\operatorname {D} _{x}^{z+m}=\operatorname {D} _{x}^{z-1+1+m}=\operatorname {D} _{x}^{z-1}\operatorname {D} _{x}^{1+m}={^{\text{RL}}\operatorname {I} }_{x}^{1-z}\operatorname {D} _{x}^{1+m}}. Sollte also {\displaystyle f} {\displaystyle C^{m}\left(0,\,\infty \right)} sein, so folgt
{\displaystyle {\operatorname {D} _{x}^{m+z}}\left[f\left(x\right)\right]={\frac {1}{\Gamma \left(1-z\right)}}\cdot \int \limits _{0}^{x}{\frac {f^{\left(1+m\right)}\left(t\right)}{\left(x-t\right)^{z}}}\,\operatorname {d} t.}
Der Zusammenhang wird als fraktionale Caputo-Ableitung bezeichnet, mit der häufig genutzten Notation {\textstyle {^{\text{C}}\operatorname {D} }_{x}^{\alpha }}.

## Definition
Die erste Definition der fraktionale Caputo-Ableitung wurde von Caputo gegeben durch:
{\displaystyle {^{\text{C}}\operatorname {D} _{x}^{m+z}}\left[f\left(x\right)\right]={\frac {1}{\Gamma \left(1-z\right)}}\cdot \int \limits _{0}^{x}{\frac {f^{\left(m+1\right)}\left(t\right)}{\left(x-t\right)^{z}}}\,\operatorname {d} t}
mit {\displaystyle f} {\displaystyle C^{m}\left(0,\,\infty \right)} und {\textstyle m\in \mathbb {N} _{0}\wedge 0<z<1}.
Eine andere beliebte äquivalente Definition ist gegeben durch:
{\displaystyle {^{\text{C}}\operatorname {D} _{x}^{\alpha }}\left[f\left(x\right)\right]={\frac {1}{\Gamma \left(\left\lceil \alpha \right\rceil -\alpha \right)}}\cdot \int \limits _{0}^{x}{\frac {f^{\left(\left\lceil \alpha \right\rceil \right)}\left(t\right)}{\left(x-t\right)^{\alpha +1-\left\lceil \alpha \right\rceil }}}\,\operatorname {d} t}
wobei {\textstyle \alpha \in \mathbb {R} _{>0}\setminus \mathbb {N} } und {\textstyle \left\lceil \cdot \right\rceil } ist die Aufrundungsfunktion. Das kann aus der vorherigen Formel durch die Substitution {\textstyle \alpha :=m+z} und den Fakt, dass {\textstyle \left\lceil \alpha \right\rceil =m+1} gilt, und somit {\textstyle \left\lceil \alpha \right\rceil +z=\alpha +1} folgt.
Eine weitere beliebte äquivalente Definition ist gegeben durch:
{\displaystyle {^{\text{C}}\operatorname {D} _{x}^{\alpha }}\left[f\left(x\right)\right]={\frac {1}{\Gamma \left(n-\alpha \right)}}\cdot \int \limits _{0}^{x}{\frac {f^{\left(n\right)}\left(t\right)}{\left(x-t\right)^{\alpha +1-n}}}\,\operatorname {d} t}
mit {\textstyle n-1<\alpha <n\in \mathbb {N} .}.
Das Problem mit diesen Definitionen ist, dass sie nur Argumente in {\textstyle \left(0,\,\infty \right)} zulassen. Das kann behoben werden, indem die untere Grenze des Integrals mit {\textstyle a} ausgetauscht wird: {\textstyle {_{a}^{\text{C}}\operatorname {D} _{x}^{\alpha }}\left[f\left(x\right)\right]={\frac {1}{\Gamma \left(\left\lceil \alpha \right\rceil -\alpha \right)}}\cdot \int \limits _{a}^{x}{\frac {f^{\left(\left\lceil \alpha \right\rceil \right)}\left(t\right)}{\left(x-t\right)^{\alpha +1-\left\lceil \alpha \right\rceil }}}\,\operatorname {d} t}. Der neue Definitionsbereich ist {\textstyle \left(a,\,\infty \right)}.

## Eigenschaften und Sätze

### Wichtige Eigenschaften und Sätze
Einige wichtige Eigenschaften sind:
| Eigenschaften    | {\displaystyle f\left(x\right)}                                  | {\displaystyle {_{a}^{\text{C}}\operatorname {D} _{x}^{\alpha }}\left[f\left(x\right)\right]}                                                                                             | Bedingung                                                                        |
| ---------------- | ---------------------------------------------------------------- | --- | -------------------------------------------------------------------------------- |
| Definition       | {\displaystyle f\left(x\right)}                                  | {\displaystyle f^{\left(\alpha \right)}\left(x\right)-f^{\left(\alpha \right)}\left(a\right)}                                                                                             |                                                                                  |
| Linearität       | {\displaystyle b\cdot g\left(x\right)+c\cdot h\left(x\right)}    | {\displaystyle b\cdot {_{a}^{\text{C}}\operatorname {D} _{x}^{\alpha }}\left[g\left(x\right)\right]+c\cdot {_{a}^{\text{C}}\operatorname {D} _{x}^{\alpha }}\left[h\left(x\right)\right]} |                                                                                  |
| Indexregel       | {\displaystyle \operatorname {D} _{x}^{\beta }}                  | {\displaystyle {_{a}^{\text{C}}\operatorname {D} _{x}^{\alpha +\beta }}} | {\displaystyle \beta \in \mathbb {Z} }                                           |
| Halbgruppenregel | {\displaystyle {_{a}^{\text{C}}\operatorname {D} _{x}^{\beta }}} | {\displaystyle {_{a}^{\text{C}}\operatorname {D} _{x}^{\alpha +\beta }}} | {\displaystyle \left\lceil \alpha \right\rceil =\left\lceil \beta \right\rceil } |

#### Antikommutativität
Die Indexregel ist nicht kommutativ:
{\displaystyle \operatorname {_{a}^{\text{C}}D} _{x}^{\alpha }\operatorname {_{a}^{\text{C}}D} _{x}^{\beta }=\operatorname {_{a}^{\text{C}}D} _{x}^{\alpha +\beta }\neq \operatorname {_{a}^{\text{C}}D} _{x}^{\beta }\operatorname {_{a}^{\text{C}}D} _{x}^{\alpha }}
mit {\displaystyle \alpha \in \mathbb {R} _{>0}\setminus \mathbb {N} \wedge \beta \in \mathbb {N} }.

#### Fraktionale Produktregel
Die Produktregel für die fraktionale Caputo-Ableitung ist gegeben durch:
{\displaystyle \operatorname {_{a}^{\text{C}}D} _{x}^{\alpha }\left[g\left(x\right)\cdot h\left(x\right)\right]=\sum \limits _{k=0}^{\infty }\left[{\binom {a}{k}}\cdot g^{\left(k\right)}\left(x\right)\cdot \operatorname {_{a}^{\text{RL}}D} _{x}^{\alpha -k}\left[h\left(x\right)\right]\right]-{\frac {\left(x-a\right)^{-\alpha }}{\Gamma \left(1-\alpha \right)}}\cdot g\left(a\right)\cdot h\left(a\right)}
mit {\textstyle {\binom {a}{b}}={\frac {\Gamma \left(a+1\right)}{\Gamma \left(b+1\right)\cdot \Gamma \left(a-b+1\right)}}} als der Binomialkoeffizient.

### Beziehung zu anderen fraktionalen Differentialoperatoren
Die fraktionale Caputo-Ableitung ist eng verbunden mit dem fraktionalen Riemann–Liouville-Integral, bedingt durch ihre Definition:
{\displaystyle {_{a}^{\text{C}}\operatorname {D} _{x}^{\alpha }}\left[f\left(x\right)\right]={_{a}^{\text{RL}}\operatorname {I} _{x}^{\left\lceil \alpha \right\rceil -\alpha }}\left[\operatorname {D} _{x}^{\left\lceil \alpha \right\rceil }\left[f\left(x\right)\right]\right]}
Des Weiteren gilt folgende Relation:
{\displaystyle {_{a}^{\text{C}}\operatorname {D} _{x}^{\alpha }}\left[f\left(x\right)\right]={_{a}^{\text{RL}}\operatorname {D} _{x}^{\alpha }}\left[f\left(x\right)\right]-\sum \limits _{k=0}^{\left\lceil \alpha \right\rceil }\left[{\frac {x^{k-\alpha }}{\Gamma \left(k-\alpha +1\right)}}\cdot f^{\left(k\right)}\left(0\right)\right]}
wobei {\displaystyle {_{a}^{\text{RL}}\operatorname {D} _{x}^{\alpha }}} die fractionale Riemann–Liouville-Ableitung ist.

### Laplace-Transformation
Die Laplace-Transformation der fraktionalen Caputo-Ableitung ist gegeben durch:
{\displaystyle {\mathcal {L}}_{x}\left\{{_{a}^{\text{C}}\operatorname {D} _{x}^{\alpha }}\left[f\left(x\right)\right]\right\}\left(s\right)=s^{\alpha }\cdot F\left(s\right)-\sum \limits _{k=0}^{\left\lceil \alpha \right\rceil }\left[s^{\alpha -k-1}\cdot f^{\left(k\right)}\left(0\right)\right]}
mit {\textstyle {\mathcal {L}}_{x}\left\{f\left(x\right)\right\}\left(s\right)=:F\left(s\right)}.

## Fraktionale Caputo-Ableitung einiger Funktionen
Die fraktionale Caputo-Ableitung einer Konstante {\displaystyle c} ist gegeben durch:
{\displaystyle {\begin{aligned}{_{a}^{\text{C}}\operatorname {D} _{x}^{\alpha }}\left[c\right]&={\frac {1}{\Gamma \left(\left\lceil \alpha \right\rceil -\alpha \right)}}\cdot \int \limits _{a}^{x}{\frac {\operatorname {D} _{t}^{\left\lceil \alpha \right\rceil }\left[c\right]}{\left(x-t\right)^{\alpha +1-\left\lceil \alpha \right\rceil }}}\,\operatorname {d} t={\frac {1}{\Gamma \left(\left\lceil \alpha \right\rceil -\alpha \right)}}\cdot \int \limits _{a}^{x}{\frac {0}{\left(x-t\right)^{\alpha +1-\left\lceil \alpha \right\rceil }}}\,\operatorname {d} t\\{_{a}^{\text{C}}\operatorname {D} _{x}^{\alpha }}\left[c\right]&=0\end{aligned}}}
Die fraktionale Caputo-Ableitung einer Potenzfunktion {\displaystyle x^{b}} ist gegeben durch:
{\displaystyle {\begin{aligned}{_{a}^{\text{C}}\operatorname {D} _{x}^{\alpha }}\left[x^{b}\right]&={_{a}^{\text{RL}}\operatorname {I} _{x}^{\left\lceil \alpha \right\rceil -\alpha }}\left[\operatorname {D} _{x}^{\left\lceil \alpha \right\rceil }\left[x^{b}\right]\right]={\frac {\Gamma \left(b+1\right)}{\Gamma \left(b-\left\lceil \alpha \right\rceil +1\right)}}\cdot {_{a}^{\text{RL}}\operatorname {I} _{x}^{\left\lceil \alpha \right\rceil -\alpha }}\left[x^{b-\left\lceil \alpha \right\rceil }\right]\\{_{a}^{\text{C}}\operatorname {D} _{x}^{\alpha }}\left[x^{b}\right]&={\begin{cases}{\frac {\Gamma \left(b+1\right)}{\Gamma \left(b-\alpha +1\right)}}\left(x^{b-\alpha }-a^{b-\alpha }\right),\,&{\text{for }}\left\lceil \alpha \right\rceil -1<b\wedge b\in \mathbb {R} \\0,\,&{\text{for }}\left\lceil \alpha \right\rceil -1\geq b\wedge b\in \mathbb {N} \\\end{cases}}\end{aligned}}}
Die fraktionale Caputo-Ableitung einer Exponentialfunktion {\displaystyle e^{a\cdot x}} ist gegeben durch:
{\displaystyle {\begin{aligned}{_{a}^{\text{C}}\operatorname {D} _{x}^{\alpha }}\left[e^{b\cdot x}\right]&={_{a}^{\text{RL}}\operatorname {I} _{x}^{\left\lceil \alpha \right\rceil -\alpha }}\left[\operatorname {D} _{x}^{\left\lceil \alpha \right\rceil }\left[e^{b\cdot x}\right]\right]=b^{\left\lceil \alpha \right\rceil }\cdot {_{a}^{\text{RL}}\operatorname {I} _{x}^{\left\lceil \alpha \right\rceil -\alpha }}\left[e^{b\cdot x}\right]\\{_{a}^{\text{C}}\operatorname {D} _{x}^{\alpha }}\left[e^{b\cdot x}\right]&=b^{\alpha }\cdot \left(E_{x}\left(\left\lceil \alpha \right\rceil -\alpha ,\,b\right)-E_{a}\left(\left\lceil \alpha \right\rceil -\alpha ,\,b\right)\right)\\\end{aligned}}}
wobei {\textstyle E_{x}\left(\nu ,\,a\right):={\frac {a^{-\nu }\cdot e^{a\cdot x}\cdot \gamma \left(\nu ,\,a\cdot x\right)}{\Gamma \left(\nu \right)}}} die {\textstyle \operatorname {E} _{t}}-Funktion und{\textstyle \gamma \left(a,\,b\right)} die untere unvollständige Gammafunktion ist.